# ロケットでつきぬけろ!
『ロケットでつきぬけろ!』は、キユによるモータースポーツを題材とした少年漫画作品。作者の初連載作品であり、独特のコマ割りや各所に挿入された「Live Like Rocket!」のフレーズなどが特徴的である。

## あらすじ
カートを始めて5日しかたっていない春田ミチオは、伝説のレーサーと呼ばれる赤城慎吾のベストタイムを追い抜いた。そのことから赤城と知り合いになったミチオは、鈴鹿で赤城の本気の走りを見て、レーサーになりたいと思うようになる。

## 登場人物
春田倫雄（はるた みちお）
本作品の主人公。11月11日生まれの17歳。オレンジの髪と口元にピアスをつけている。倫雄はカタカナで表記されることが多い。茶畑カートクラブの店長の車を壊してしまい、弁償するためにそこで働くことになる。都に惚れて、ベストレコードを記録すれば彼女の家に行っていいという約束のために赤城のベストタイムを破る。そのことから赤城と知りあいになる。当初、レーサーには興味がなく、母と同じトラックの運転手になることを夢見ていたが、鈴鹿で赤城のレースを見て以降、レーサーになることを夢見るようになる。2年後、ミチオは赤城が立ち上げたA・C・R・Tに所属するF3レーサーになっていた。性格は能天気でやや礼儀知らず。ガールフレンドにありすがいる。
小金井修平（こがねい しゅうへい）
茶畑カートクラブの常連。6月1日生まれの17歳。物心ついた時からカートに乗っており、カート経験はミチオより長い。父親はF3レーサーだったが、彼が小学生の頃にレース中に事故死した。父親から買ってもらったカートを大事にしている。母親はレースをすることに反対しているらしい。赤城のファン。F1ドライバーを夢見ているが、運転は上手くない。メカの知識に長けており、2年後、ミチオのメカニックになる。性格は真面目だがやや落ち込みやすい。
春田いずみ（はるた- ）
ミチオの母。トラック運転手。1月4日生まれの32歳。15歳で駆け落ち同然の生活を始めたが、22歳で離婚した。それ以降ミチオを女手一つで育ててきた。喫煙者。
高岡浩美（たかおか ひろみ）
茶畑カートクラブの店長をしている男性。8月30日生まれの52歳。ミチオに車を壊されたことから、弁償するまでカートクラブで彼を働かせていた。いつもミチオの破天荒な性格にふりまわされている。
たつよし
茶畑カートクラブに住み着いているネコ。10歳。ややスケベでキライなものは動物病院である。
横山都（よこやま みやこ）
茶畑カートクラブの店員兼女子大生。9月18日生まれの20歳。ミチオにカートの魅力を教えた。正義感の強い性格をしている。
赤城慎吾（あかぎ しんご）
プロのレーサー。7月1日生まれの34歳。4年前、名門チーム「グッドスピード」で走っていたが、シドの意向でマシントラブルを引き起こさせられ、身内の不幸も重なってシドを恨むようになる。以降、シドに復讐するためにレーサーを引退し、A・C・R・Tを設立した。カートで自分のタイムを抜いたミチオもスカウトする。2年後、シドが病気で遠からず死ぬことを知り、復讐のために活動していた赤城は行動意欲を無くすが、同僚の小島の説得により再びF1への情熱を取り戻す。
エド・グッドスピード（Ed Goodspeed）
シドの孫。6月6日生まれの19歳。グッドスピードのジュニアチームのドライバー。来年F1デビューが決定している。これまでシドのために走り続けていたが、シドが遠からず死ぬことになり、走る目的を見失う。しかし「走るのが楽しくないのか」というミチオの言葉に心を動かされる。
シド・グッドスピード（Sid Goodspeed）
イギリスの名門チーム、グッドスピードのボス。12月4日生まれの69歳。病気を患っており、半年前に余命半年と宣告された。完璧主義者で、少しでもミスのあった者はすぐに切り捨てる。赤城とは因縁ある間柄である。
松井ありす（まつい- ）
ミチオの彼女。12月24日生まれで、初登場時は18歳。大企業の令嬢らしい。ミチオに妊娠したと冗談を言う。

## 書誌情報

### 単行本
1. ISBN 978-4-08-873067-7

## エピソード一覧
- OPENING Lap「ウィーミート ザ・ハイパー・ファンキーロケットボーイ ハルタ」
- Lap.2「春田のベストレコード」
- Lap.3「Rockin' on Mother」
- Lap.4「春田と赤城（前編）」
- Lap.5「春田と赤城（後編）」
- Lap.6「F1世界選手権最終戦 日本GP① 赤城最後のレース」
- Lap.7「F1世界選手権最終戦 日本GP② 春田 初志なるレース」
- Lap.8「血と悲劇と太陽と」
- Lap.9「F3インターコンチネンタルカップ マカオGP① 走る理由」
- FINAL Lap「F3インターコンチネンタルカップ マカオGP② 遥か道を」